# Олмендингер, Эй-Джей

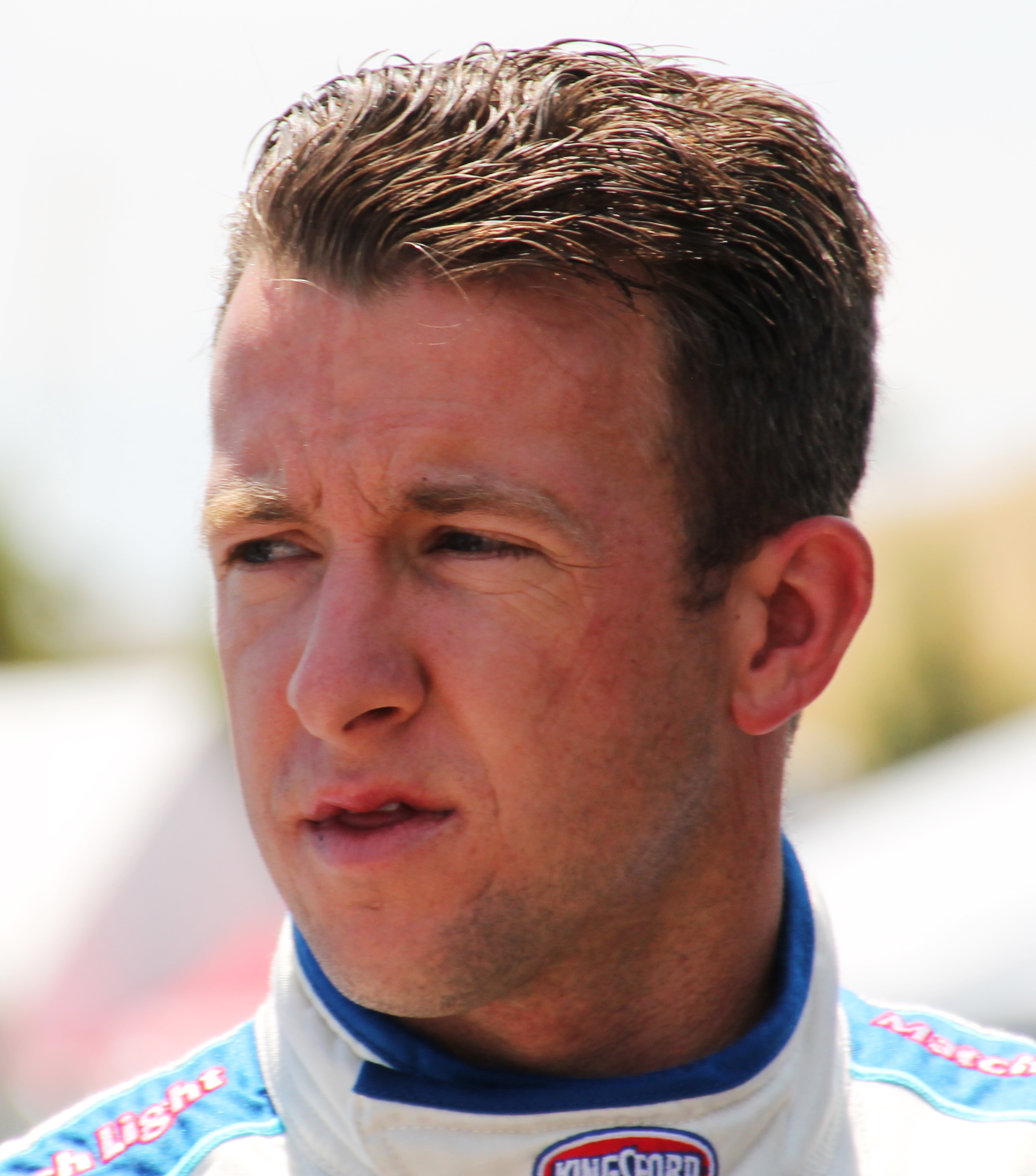
Эй-Джей Олмендингер

Энтони Джеймс Олмендингер, более известный как Эй-Джей Олмендингер (англ. A.J. Allmendinger, 16 декабря 1981, Лос-Гатос, округ Санта-Клара) — американский автогонщик, известен по выступлениям в ChampCar, сейчас выступает в NASCAR.

## Карьера
- 2000 — американская серия Барбер.
- 2001 — Барбер Додж Про, 18-е место; американская серия Барбер.
- 2002 — Барбер Додж Про, 1-е место.
- 2003 — Тойота Атлантик, 1-е место.
- 2004 — ChampCar, команда РуСпорт, 6-е место.
- 2005 — ChampCar, команда РуСпорт, 5-е место.
- 2006 — ChampCar, команды РуСпорт и Форсайт, 3-е место.